# إلكه مرافيليه
إلكه مارافيله (بالألمانية: Elke Maravilha) (الروسية: Элке Георгевна Груннупп من مواليد ؛ 22 فبراير 1945 - 16 أغسطس 2016) ممثلة ألمانية روسية المولد، عارضة أزياء ومقدمة تليفزيونية نشأت في البرازيل.

## الروابط الخارجية
- إلكه مرافيليه على موقع IMDb (الإنجليزية)
- إلكه مرافيليه على موقع ألو سيني (الفرنسية)
- إلكه مرافيليه على موقع قاعدة بيانات الفيلم (الإنجليزية)
- إلكه مرافيليه على موقع كينوبويسك (الروسية)

- Elke Maravilha في قاعدة بيانات الأفلام على الإنترنت